# 胡安·巴勃罗·菲科维奇
胡安·巴勃罗·菲科维奇（西班牙語：Juan Pablo Ficovich；1997年1月24日—）是一位阿根廷男職業網球運動員，個人單打最高排名為125名，而雙打最高排名為360名。

## 職業生涯
2020年科尔多瓦公开赛，菲科维奇首次在ATP巡迴賽會內賽上場，他在資格賽擊敗佩德羅·索薩和菲利普·霍兰斯基而進入單打正賽，但在第一輪輸給詹卢卡·马杰出局。一週後他參加在墨西哥庫埃納瓦卡舉行的莫雷洛斯挑戰賽並打進單打決賽，但他在決賽輸給尤里·罗季奥诺夫。2021年聖保羅挑戰賽，他終於贏得首項挑戰賽單打冠軍。2022年科尔多瓦公开赛，菲科维奇擊敗费德里科·科里亚，取得ATP首勝。

## 巡迴賽決賽及冠軍

### 單打
| 賽事          |
| ------------- |
| 大滿貫 (0)    |
| ATP大師賽 (0) |
| ATP巡迴賽 (0) |
| 挑戰賽 (2)    |

| 賽果 | 日期       | 賽事                   | 類型   | 地面 | 對手                   | 比分               |
| ---- | ---------- | ---------------------- | ------ | ---- | ---------------------- | ------------------ |
| 負   | 2019年10月 | 巴西坎皮纳斯           | 挑戰賽 | 泥地 | 胡安·巴勃罗·巴里利亚斯 | 6–2, 6–7(4–7), 2–6 |
| 負   | 2020年2月  | 墨西哥庫埃納瓦卡       | 挑戰賽 | 硬地 | 尤里·罗季奥诺夫        | 6–4, 2–6, 3–6      |
| 冠軍 | 2021年11月 | 巴西聖保羅             | 挑戰賽 | 泥地 | 卢恰诺·達爾德里        | 6–3, 7–5           |
| 負   | 2022年4月  | 墨西哥阿瓜斯卡連特斯州 | 挑戰賽 | 泥地 | 馬克-安德烈亞·許斯勒   | 4-6, 6-4, 3-6      |
| 冠軍 | 2022年7月  | 哥倫比亞波哥大         | 挑戰賽 | 泥地 | 傑拉德·梅爾策          | 6-1, 6-2           |

## 外部連結
- 胡安·巴勃罗·菲科维奇（英文/西班牙文）的官方資料